# Eric Gull
Eric Gull, né le 28 août 1973 à Buenos Aires, est un handballeur argentin et suisse évoluant au poste d'arrière droit. Il est considéré comme le meilleur handballeur de l'histoire du handball argentin.
Si le club argentin de l'AACF Quilmes constitue le club du début et de la fin de sa carrière, Eric Gull a été un grand globe-trotteur du handball international puisqu'il a connu au cours de sa carrière huit pays et douze clubs très différents, passant à titre d'exemple de la France à la Tunisie puis à la Russie en 2003, année où il est nommé dans l'élection du meilleur handballeur de l'année.

## Biographie

### Parcours en club
Entamant sa carrière dans le club argentin de l'AACF Quilmes, Eric Gull quitte l'Argentine en 1997 pour le club brésilien de Santo André, découvre une première fois l'Europe entre 1998 et 1999 dans le club suédois Lugi HF avant de retrouver le Brésil et le club de São Caetano entre 1999 et 2000 où il devient vice-Champion du Brésil. Puis il prend la direction du club espagnol d'Ademar León dans le but de pallier la blessure de Krivochlikov mais n'a pas pu finalement jouer à cause de problèmes administratifs.
Il ne reste pour autant pas en Liga Asobal et signe en compagnie du gardien russe Igor Tchoumak pour le club français du SC Sélestat où il évolue entre 2001 et avril 2003 et avec lequel il termine meilleur buteur du Championnat de France 2002-2003. Il termine la saison dans le club tunisien de l'Espérance sportive de Tunis pour participer aux phases finales de la coupe d'Afrique des vainqueurs de coupe, finalement remportée par le club tunisien. Il prend ensuite la direction du club russe du Medvedi Tchekhov avec lequel il devient Champion de Russie en 2004.
2004 marque aussi son retour en Espagne et le BM Valladolid où il trouve pour la première fois la stabilité : en trois saisons, il remporte la Coupe du Roi en 2005, 2006, termine meilleur buteur du championnat en 2006 et atteint la demi-finale de la Ligue des champions 2006-2007. En 2007, alors qu'il était sur le point de signer pour le club français du Chambéry Savoie Handball, il est contacté par le FC Barcelone et ne peut refuser l'offre d'un des plus grands clubs de l'histoire du handball. Il y retrouve Manolo Cadenas, qui a déjà été son entraîneur lors de son difficile passage à l'Ademar León, et y remporte la Supercoupe d'Espagne.
En novembre 2008, malgré des contacts avec des clubs français et slovènes, il préfère tenter l'aventure du handball au Qatar en signant un contrat de six mois au Al-Sadd SC. La saison suivante, il retourne en Espagne, cette fois-ci pour le BM Ciudad Real avant de terminer sa carrière dans le club de ses débuts, l'AACF Quilmes, entre 2010 et 2012

### Parcours en équipe nationale
Sélectionné à 137 reprises avec l'équipe nationale d'Argentine, il remporte trois fois le Championnat panaméricain en 2000, 2002 (avec un jet de 7 mètres décisif à la dernière seconde) et 2010, échouant également en finale en 1998 et 2006.
S'il participe à cinq reprises au Championnat du monde en 1997, 1999, 2001, 2003 et 2009, c'est bien en 2003 qu'il se révèle aux yeux du handball internationale avec, lors des deux premiers matchs, une victoire face à la Croatie (futur vainqueur) et un match nul face à la Russie.
En 2006, à la suite de différends avec le sélectionneur national, Mauricio Torres, il décide de ne plus porter le maillot de l'Argentine et, de ce fait, ne participe pas au Championnat du monde 2007. Fils d'un immigré suisse, Gull possède également la nationalité suisse, si bien que son intégration dans l'équipe nationale de Suisse a été évoquée à plusieurs reprises. Les Suisses n'étant pas parvenu à se qualifier pour l'Euro 2008, cette hypothèse ne s'est finalement jamais réalisée et Gull fait son retour avec l'Argentine au Mondial 2009.

## Palmarès

### En club
Compétitions internationales
- Vainqueur de la coupe d'Afrique des vainqueurs de coupe (1) : 2003
- demi-finaliste de la Ligue des champions en 2007

Compétitions nationales
- Vainqueur du Championnat d'Espagne (2) : 2001 (avec Ademar León) et 2010 (avec BM Ciudad Real)
- Vainqueur du Championnat de Russie (1) : 2004 (avec Medvedi Tchekhov)
- Vainqueur de la Coupe d'Espagne (2) : 2005, 2006 (avec BM Valladolid)
- Vainqueur de la Supercoupe d'Espagne (1) : 2008-09 (avec FC Barcelone)
- Vainqueur du Championnat du Qatar (1) : 2009 (avec Al-Sadd SC)

### En équipe nationale
Championnat panaméricain
- Médaille d'or au Championnat panaméricain 2000
- Médaille d'or au Championnat panaméricain 2002
- Médaille d'or au Championnat panaméricain 2010
- Médaille d'argent au Championnat panaméricain 1998
- Médaille d'argent au Championnat panaméricain 2006

Championnats du monde
- 22e place au Championnat du monde 1997,  Japon
- 21e place au Championnat du monde 1999,  Égypte
- 15e place au Championnat du monde 2001,  France
- 17e place au Championnat du monde 2003,  Portugal
- 18e place au Championnat du monde 2009,  Croatie

### Distinctions individuelles
- Nommé dans l'élection du meilleur handballeur de l'année 2003[10]
- Élu meilleur handballeur argentin de l'année (4) : 2003, 2004, 2006 et 2010[11]
- Meilleur buteur du Championnat de France en 2003 avec 143 buts[4]
- Meilleur buteur du Championnat d'Espagne en 2006 avec 220 buts
- Élu meilleur arrière droit de l'année en Espagne en 2006